# 亚斯尼塔·恩吉拉·塞蒂亚万
亚斯尼塔·恩吉拉·塞蒂亚万（2001年8月11日—），印尼女子羽毛球運動員。

## 簡歷
2018年11月，亚斯尼塔·恩吉拉·塞蒂亚万代表印尼参加加拿大萬錦市举办的世界青年羽毛球錦標賽，助印尼队赢得混合團體季军。

## 主要比賽成績
只列出曾進入準決賽的國際賽事成績：
| 年份   | 賽事                   | 公開賽級別 | 項目     | 成績   |
| ------ | ---------------------- | ---------- | -------- | ------ |
| 2018年 | 世界青年羽毛球錦標賽   | 其他       | 混合團體 | 季軍   |
| 2018年 | 孟加拉羽毛球國際挑戰賽 | 國際挑戰賽 | 女子單打 | 準決賽 |

| 2007-2017年 | 首要超級賽 | 超級賽 | 黃金大獎賽 | 大獎賽 | 國際挑戰賽 | 國際系列賽 | 未來系列賽 | 其他 |

| 2018-2026年 | 總決賽 | 超級1000賽 | 超級750賽 | 超級500賽 | 超級300賽 | 超級100賽 | 國際挑戰賽 | 國際系列賽 | 未來系列賽 | 其他 |